# Gare de Diss
La gare de Diss est une gare ferroviaire du Royaume-Uni, située au village de Diss, dans le comté de Norfolk, en Angleterre.